# Regering-Tindemans I
De regering-Tindemans I (25 april 1974 - 11 juni 1974) was een Belgische regering. Het was een coalitie tussen de CVP/PSC (72 zetels) en de PVV/PLPW (33 zetels).
De belangrijkste maatregel van deze regering was het aantal gemeentes te reduceren van 2359 tot 596, fusie van Belgische gemeenten. Hiernaast was het ook deze regering dat bij de wet van 1 augustus 1974 een voorlopige gewestvorming voorstelde met een Vlaams, Waals en Brussels Gewest met elk een voorlopige gewestraad. Later, bij de tweede staatshervorming in 1980, zouden de definitieve gewesten worden opgericht.
De regering volgde de regering-Leburton op en werd opgevolgd door de regering-Tindemans II. 

## Samenstelling
De regering telde 19 ministers en 6 staatssecretarissen. De CVP had 7 ministers en 2 staatssecretarissen, PSC had 6 ministers en 1 staatssecretaris, PVV 3 ministers en 2 staatssecretarissen en de PLPW 3 ministers en 1 staatssecretaris.
| Ambtsbekleder       | Ambtsbekleder | Ambtsbekleder                      | Functie en bevoegdheden                                           | Partij                  |
| Ministers           | Ministers     | Ministers                          | Ministers                                                         | Ministers               |
| ------------------- | ------------- | ---------------------------------- | ----------------------------------------------------------------- | ----------------------- |
|                     |               | Leo Tindemans (1922-2014)          | Premier                                                           | CVP                     |
|                     |               | Paul Vanden Boeynants (1919-2001)  | Landsverdediging en Brusselse Aangelegenheden                     | PSC                     |
|                     |               | Willy De Clercq (1927-2011)        | Financiën                                                         | PVV                     |
|                     |               | Renaat Van Elslande (1916-2000)    | Buitenlandse Zaken en Ontwikkelingssamenwerking                   | CVP                     |
|                     |               | Jos De Saeger (1911-1998)          | Volksgezondheid en Gezin                                          | extraparlementair (CVP) |
|                     |               | Placide De Paepe (1913-1989)       | Sociale Voorzorg                                                  | CVP                     |
|                     |               | Herman Vanderpoorten (1922-1984)   | Justitie                                                          | PVV                     |
|                     |               | Michel Toussaint (1922-2007)       | Buitenlandse Handel                                               | PLPW                    |
|                     |               | Charles Hanin (1914-2012)          | Binnenlandse Zaken                                                | PSC                     |
|                     |               | Alfred Califice (1916-1999)        | Tewerkstelling en Arbeid en Waalse Aangelegenheden                | PSC                     |
|                     |               | Albert Lavens (1920-1993)          | Landbouw                                                          | CVP                     |
|                     |               | Jean-Pierre Grafé (1932-2019)      | Franse Cultuur                                                    | PSC                     |
|                     |               | Jos Chabert (1933-2014)            | Verkeerswezen                                                     | CVP                     |
|                     |               | Louis Olivier (1923-2015)          | Middenstand                                                       | PLPW                    |
|                     |               | Antoine Humblet (1922-2011)        | Nationale Opvoeding                                               | PSC                     |
|                     |               | Jean Defraigne (1929-2016)         | Openbare Werken                                                   | PLPW                    |
|                     |               | André Oleffe (1914-1975)           | Economische Zaken                                                 | extraparlementair (PSC) |
|                     |               | Rika De Backer (1923-2002)         | Nederlandse Cultuur en Vlaamse Aangelegenheden                    | CVP                     |
|                     |               | Herman De Croo (1937)              | Nationale Opvoeding                                               | PVV                     |
| Staatssecretarissen |               |                                    |                                                                   |                         |
|                     |               | Luc Dhoore (1928-2021)             | Streekeconomie en Ruimtelijke Ordening en Huisvesting             | CVP                     |
|                     |               | Louis D'haeseleer (1911-1988)      | Openbaar Ambt, toegevoegd aan de Eerste Minister                  | PVV                     |
|                     |               | Claude Hubaux (1920-1979)          | Streekeconomie en Ruimtelijke Ordening en Huisvesting             | PLPW                    |
|                     |               | Karel Poma (1920-2014)             | Leefmilieu, toegevoegd aan de Eerste Minister                     | PVV                     |
|                     |               | Gaston Geens (1931-2002)           | Begroting en Wetenschapsbeleid, toegevoegd aan de Eerste Minister | CVP                     |
|                     |               | Henri-François Van Aal (1933-2001) | toegevoegd aan de minister van Buitenlandse Zaken                 | PSC                     |